# Royal Collection
The Royal Collection er den britiske kongefamilies kunstsamling og en af de største og vigtigste kunstsamlinger i verden, fordelt blandt et dusin nuværende og tidligere kongelige boliger over hele Storbritannien. Samlingen ejes af monarken som suveræn, men båndlagt for hendes efterfølgere og nationen.,
The Royal Collection indeholder over 7.000 malerier, 40.000 akvareller og tegninger, og omkring 150.000 gamle masterprints, samt historiske fotografier, gobeliner, møbler, keramik, bøger og andre kunstværker. Det er fysisk spredt mellem en række steder, hvoraf nogle, som Hampton Court Palace, er åbne for offentligheden og ikke beboet af den kongelige familie, mens andre, som Windsor Castle, både er boliger og åbne for offentligheden. Nogle af værkerne befinder sig i boliger, som Sandringham House, der ikke er åbne for offentligheden. Dronningens Galleri på Buckingham Palace i London har udstillinger fra samlingen i flere måneder ad gangen. Der er også et Dronningens Galleri ved Palace of Holyroodhouse i Edinburgh.